# Баничан
Ба̀ничан е село в Югозападна България. То се намира в община Гоце Делчев, област Благоевград.

## География
Село Баничан се намира в планински район, на разстояние 5 км от град Гоце Делчев на главния път Гоце Делчев – Разлог. В него има минерални извори.

## История
През XIX век Баничан е християнско село в Неврокопска кааза на Османската империя. Църквата „Свети Архангел Михаил“ е построена в 1864 година. Александър Синве („Les Grecs de l’Empire Ottoman. Etude Statistique et Ethnographique“), който се основава на гръцки данни, в 1878 година пише, че в Баница (Banitza), Мелнишка епархия, живеят 400 гърци. В „Етнография на вилаетите Адрианопол, Монастир и Салоника“, издадена в Константинопол в 1878 година и отразяваща статистиката на населението от 1873 година, Баница (Banitsa) е посочено като село с 53 домакинства, 200 жители помаци и 160 жители българи.
В 1891 година Георги Стрезов пише за селото:
| „ | Баничан, при полите на Пирин при Тополница. Най-плодородна земя в цяло Неврокопско: раждат се всичките житни растения и прочут бял кромид. Църква българска. Къщи 60, българе. | “ |

Съгласно статистиката на Васил Кънчов („Македония. Етнография и статистика“) към 1900 година Баничан (Баничанъ) е християнско селище. В него живеят 410 християни в 60 къщи.
При избухването на Балканската война в 1912 година осем души от Баничан са доброволци в Македоно-одринското опълчение.

## Население

### Етнически състав
Преброяване на населението през 2011 г.
Численост и дял на етническите групи според преброяването на населението през 2011 г.:
|                     | Численост |
| Общо                | 611       |
| Българи             | 560       |
| Турци               | -         |
| Цигани              | 19        |
| Други               | 13        |
| Не се самоопределят | -         |
| Неотговорили        | 16        |

## Културни и природни забележителности
Местната фолклорна група към читалището представя стари народни обичаи. Освен „Свети Архангел Михаил“ в селото има църкви „Свети Атанасий“ в старото село, „Св. св. Петър и Павел“, построена през 80-те години на XX век върху тракийска могила, „Св. св. Константин и Елена“, построена в 1989 година и гробищната „Света Петка“. Край селото е Баничанският манастир „Успение Богородично“. Край селото е Руската чешма - военен паметник на Съветската армия.

## Редовни събития
Всяка година се провеждат традиционни курбани – един пролетно време и един наесен, така също на 6 май всяка къща коли курбан. Съборът на селото е на 15 август.

## Личности
Родени в Баничан
- Атанас Николов (1892 – ?), македоно-одрински опълченец, Трета рота на Единадесета сярска дружина[13]
- Георги Т. Сованлиев (Саванлиев), македоно-одрински опълченец, Трета рота на Пета одринска дружина[14]
- Коста Георгиев (1889 – 1913), македоно-одрински опълченец, Четвърта рота на Единадесета сярска дружина, убит в Междусъюзническата война на 17 юни 1913 година[15]
- Костадин Илиев Шапков (1882 – ?), македоно-одрински опълченец, Четвърта рота на Тринадесета кукушка дружина[16]
- Найден Дафков (1884 – ?), македоно-одрински опълченец, Четвърта рота на Тринадесета кукушка дружина[17]
- Никола Кърджов (1883 – ?), македоно-одрински опълченец, четата на Стоян Мълчанков[18]
- Никола Петров (1884 – ?), македоно-одрински опълченец, четата на Стоян Мълчанков[19]
- Стоимен Баничански (? – 1905), български революционер от ВМОРО

Починали в Баничан
- Иван Кърпачев (? – 1879), български революционер